# Bundesstraße 214
Pour les articles homonymes, voir Route 214.
 (novembre 2023).
Si vous disposez d'ouvrages ou d'articles de référence ou si vous connaissez des sites web de qualité traitant du thème abordé ici, merci de compléter l'article en donnant les références utiles à sa vérifiabilité et en les liant à la section « Notes et références ».
La Bundesstraße 214 (abréviation: B 214) conduit de Lingen à Brunswick.

## Tracé
La Bundesstraße B 214 commence à Lingener Höhe (de), le point culminant du pays d'Ems, où elle part de la Bundesstraße 70 et la Bundesstraße 213 et s'étend vers l'est au nord de l'arrondissement d'Osnabrück, traversant les monts Ankumer et le Natur- und Geopark TERRA.vita (de). À la jonction de Holdorf, elle traverse la Bundesautobahn 1. Elle frôle ensuite les monts de Damme et amène au nord de la Dümmer après avoir passé de nombreuses tourbières. Au nord-ouest de Diepholz, la rocade partage par endroits le tracé avec la Bundesstraße 51. À Nienburg/Weser, la Bundesstraße 214 traverse comme la Bundesstraße 6 le Weser. À l'est de la Leine, elle longe l'Aller, par les contreforts au sud de la Lande de Lunebourg. À la jonction de Schwarmstedt, elle croise la Bundesautobahn 7. Après Celle, elle penche vers le sud-ouest et mène à l'ouest de l'Oker. À Meinersen, elle passe au-dessus de la ligne de Hanovre à Berlin (avant 1997, il y avait un passage à niveau). À Wendeburg, elle traverse la Bundesautobahn 2 puis le Mittellandkanal. La Bundesstraße 214 finit à Brunswick en jonction de la Bundesstraße 1.

### Localités traversées
- Basse-Saxe
  - Arrondissement du Pays de l'Ems
    - Lingen, Thuine, Freren, Andervenne

  - Arrondissement d'Osnabrück
    - Fürstenau, Ankum, Bersenbrück, Gehrde, Badbergen

  - Arrondissement de Vechta
    - Holdorf, Steinfeld, Lohne

  - Arrondissement de Diepholz
    - Diepholz, Wetschen, Rehden, Hemsloh, Barver, Wehrbleck, Sulingen, Maasen, Borstel

  - Arrondissement de Nienburg/Weser
    - Wietzen, Marklohe, Nienburg/Weser, Steimbke, Rodewald

  - Arrondissement de la Lande
    - Gilten, Schwarmstedt, Essel, Buchholz (Aller)

  - Arrondissement de Celle
    - Wietze, Hambühren, Celle, Wienhausen, Eicklingen, Bröckel

  - Région de Hanovre
    - Uetze

  - Arrondissement de Gifhorn
    - Meinersen

  - Arrondissement de Peine
    - Edemissen, Wendeburg

  - Arrondissement de Gifhorn
    - Schwülper

  - Brunswick

### Cours d'eau traversés
- Hase, à Bersenbrück
- Hunte, à Diepholz
- Wagenfelder Aue, à Barver
- Weser, à Nienburg
- Leine, à Schwarmstedt
- Wietze, à Wietze
- Fuhse, à Celle
- Mittellandkanal, à Brunswick

## Histoire

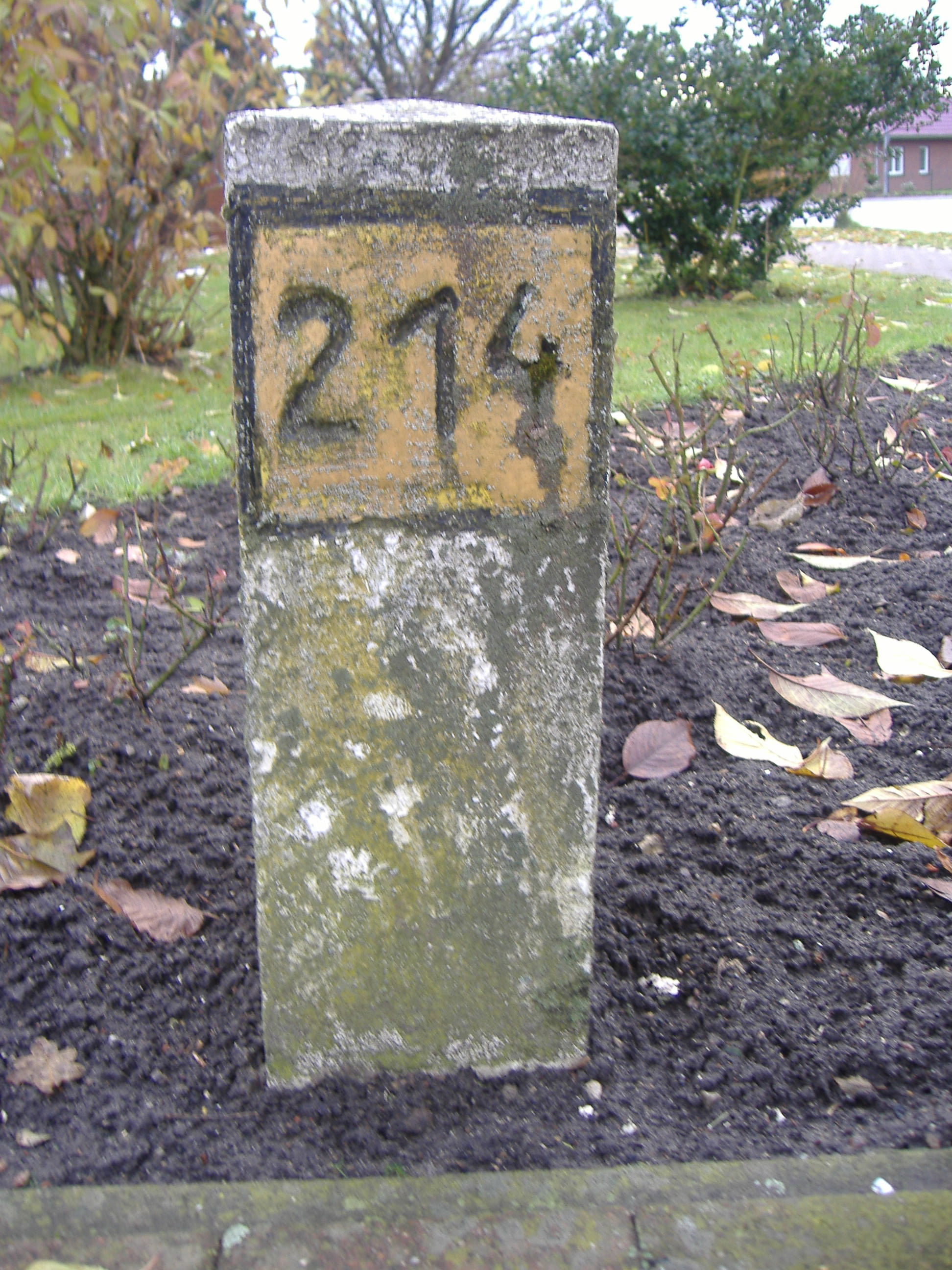
Vieille borne kilométrique de la R 214 à Sulingen

### Origine
Une chaussée de Celle à Bröckel a été créée selon les documents entre 1790 et 1793, elle devait aller de Wathlingen à Uetze. Mais les habitants ont protesté, ils craignaient qu'en cas de guerre la nouvelle route fasse venir l'ennemi plus rapidement et qu'elle leur soit interdite.
Elle atteint Brunswick entre 1821 et 1823 et Lingen en 1856. Une ligne ferroviaire entre Quakenbrück et Duisbourg remplace la mauvaise diligence le 1er juillet 1879. En 1925 une ligne de bus est mise en service entre Freren et Lingen.

### La première route moderne
Entre 1934 et 1938, la route devient la Reichsstraße 214 (R 214) entre Lingen et Brunswick. Elle subit de nombreux travaux comme les rocades et l'écartement des marais qui pouvaient l'inonder.

### Substitutions
Une section entre Brunswick et Watenbüttel et la route périphérique au nord de Brunswick ont été remplacées dans les années 1980 par les Bundesautobahn 392 et Bundesautobahn 391.
La B 214 entre Thuine et Freren a été remplacée par une rocade en 2006.

### Plans abandonnés
Le tronçon entre Nienburg/Weser et la Bundesstraße 3 près de Celle devait une section de la Bundesautobahn 32.

### Projets de construction
Il devrait y avoir un contournement au nord de Bersenbrück relié à la Bundesstraße 68, ce qui devrait éloigner beaucoup de trafic du centre-ville. Ouverture prévue en 2016.

## Tourisme

### Route touristique
La route des maisons à colombages allemands (de) passe par Celle et Brunswick le long de la B 214. Elle amène à des mégalithes à Thuine et Freren ainsi qu'à Ankum.

### Sites
- Monastère de Thuine
- Vieille ville de Fürstenau
- Église Saint-Nicolas d'Ankum
- Monastère de Wienhausen